# 中川乡 (民和县)
中川乡，是中华人民共和国青海省海东市民和回族土族自治县下辖的一个乡镇级行政单位。

## 行政区划
中川乡下辖以下地区：
清一村、虎狼城村、河东村、河西村、红崖村、向阳村、农场村、光明村、前进村、清二村、朱家岭村、草滩村、金田村、美一村、美二村、峡口村、团结村、民主村、八大山村、盘格村和魏家山村。